# Карсакпай
Карсакпа́й (каз. Қарсақпай) — селище у складі Улитауського району Улитауської області Казахстану. Адміністративний центр та єдиний населений пункт Карсакпайської селищної адміністрації.
Населення — 1159 осіб (2021; 1668 у 2009, 2343 у 1999, 3279 у 1989).
Станом на 1989 рік селище мало статус селища міського типу.